# ひなげしの花
｢ひなげしの花｣（ひなげしのはな）は、アグネス・チャンの日本におけるデビューシングル。

## 解説
- 初出場だった1973年の『第24回NHK紅白歌合戦』で歌唱した。対戦相手は同じく初登場で『男の子女の子』を歌った郷ひろみである。
- アグネス・チャンのモノマネをする際にも多く歌われる（『草原の輝き』と並ぶ）代表曲である。作曲者の森田はアグネスの極端なスタッカート唱法[1]は想定外であったことを証言している。

- シングルレコードには、ワーナー・パイオニア盤のほか、SMS盤（AR-G006）がある。B面は「妖精の詩」。江崎グリコの「タイムスリップグリコ 青春のメロディーチョコレート」になつかしのドーナツ盤風シングルCDではSMS盤を縮小して製作された。
- 2010年にアンサーソングとして、カシアス島田作詞、高原兄作曲の「あの丘で」が制作された。ひなげしの花で恋占いした頃を回想し、人生を思う内容で、島田は「同世代が共感する歌でみんな泣く。人生を確かめ合う気持ちで作った」[2]という。

## 収録曲
1. ひなげしの花 (2分29秒)
作詞：山上路夫／作曲：森田公一／編曲：馬飼野俊一
2. 初恋 (2分50秒)
作詞：安井かずみ／作曲：平尾昌晃／編曲：森岡賢一郎

## カバー
| 発売年 | アーティスト   | 収録アルバム等                           | YouTube | Spotify |
| ------ | -------------- | ---------------------------------------- | ------- | ------- |
| 1973年 | チューインガム | 逃げた小鳥／赤い風船                     |         |         |
| 2010年 | ローラ・チャン | シングル                                 | 📺      |         |
| 2013年 | 浅倉杏美       | THE IDOLM@STER STATION!!! FAVORITE TALKS |         |         |
| 2020年 | のんとも。M    | ショーがはじまるョ！                     | 💽      | 💽      |

なお、森山良子の『イン・ナッシュビル』に収録されているのは、同名異曲である。